# Molacima
La Molacima o Mola-cima és una muntanya del massís del Montsià (comarca del Montsià). La seua alçada és de 748 metres i està situat al límit entre Alcanar i Ulldecona.
Amb el seu perfil triangular, la Mola cima sembla el cim més alt quan hom veu la serra del Montsià des d'Ulldecona i els voltants.